# Sincelejo
Sincelejo est une ville de Colombie et le chef-lieu du département de Sucre. Elle est située à 539 km au nord de Bogota. Sa population s'élevait à 255 122 habitants en 2003.

## Éducation
La Corporación Universitaria del Caribe fondée en juin 1978.

## Relations internationales
La ville de Sincelejo est jumelée avec la ville suivante :
- Ocala (Floride, États-Unis).

## Personnalités
- Ana María Castañeda Gómez (1984-), femme politique colombienne, sénatrice depuis 2018, est née à Sincelejo.